# Знак коллекционера

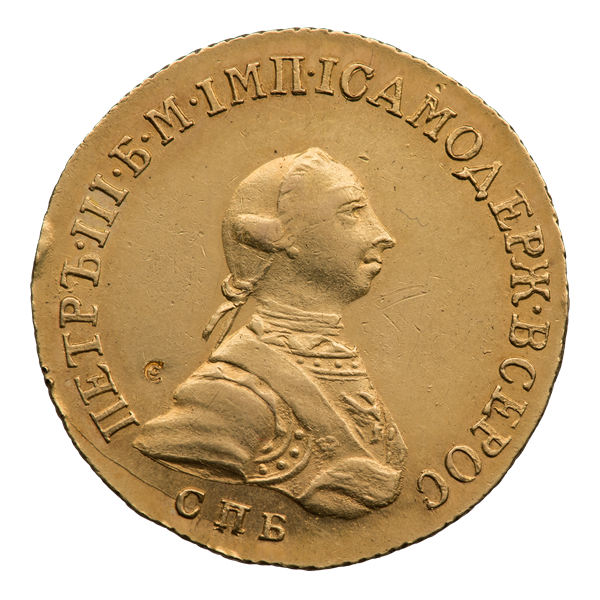
5 рублей 1762 года. Слева от портрета Петра III — знак коллекционера Эмерика Гутен-Чапского

Знак коллекционера (нем. Sammlerzeichen) — нанесённый на предмет коллекционирования знак, обозначающий право собственности коллекционера на данный предмет. Знаки коллекционеров появились в XVI—XVII веках, когда коллекционирование вошло в моду, и использовались до начала XIX века.
Знаки в виде монограммы, герба, иного изображения или надписи наносились на монеты, медали, картины, фарфор и другие предметы коллекционирования. Как правило, знаки наносились на оборотную сторону предметов, однако известны и предметы со знаками коллекционеров, нанесёнными на лицевую сторону. Предметы, переходившие из одной коллекции в другую, могут иметь несколько знаков.
Знаки наносились различными методами: краской, тиснением, надпечаткой, надчеканкой.
В настоящее время знаки коллекционеров, не имеющие исторической ценности, как правило, снижают коллекционную стоимость предметов.